# Penny Lancaster
Penelope «Penny» Lancaster-Stewart (Chelmsford, Essex, 15 de marzo de 1971) es una modelo y fotógrafa británica, conocida por su trabajo como modelo de ropa interior de la marca Último. Está casada desde 2007 con el cantante de rock Rod Stewart, con quien tiene dos hijos, llamados Alastair Wallace y Aiden Patrick. 